# Federatie van Nederlandse Ruitersportcentra
De Federatie van Nederlandse Ruitersportcentra (FNRS) is een brancheorganisatie voor ondernemers in de paardenhouderij. Ze behartigt hun belangen bij overheid, gemeenten en andere ambtelijke instellingen die invloed hebben op het ondernemen binnen de paardensector.
Ondernemers kunnen bij de FNRS terecht voor informatie en advies over opleidingen, arbeidsvoorwaarden, juridische zaken, administratie, huisvesting en paardenwelzijn.
De organisatie beoordeelt aangesloten bedrijven door middel van een sterrensysteem om de consument inzicht te geven in de kwaliteit van de aangesloten bedrijven. Niet alleen aangesloten maneges, maar ook instructie-, sport- en trainingsstallen en pensionstallen en opfokstallen worden gekeurd.
De ruiters van een FNRS manege zijn verplicht lid van de Koninklijke Nederlandse Hippische Sportfederatie en ontvangen een ruiterpaspoort waarmee ze deel kunnen nemen aan opleidingen, wedstrijden en dergelijke die voornamelijk bedoeld zijn voor ruiters zonder eigen paard.